# Xeno Müller
Xeno Müller (ur. 7 sierpnia 1972 w Zurychu) – szwajcarski wioślarz. Dwukrotny medalista olimpijski.
Był skiffistą, w latach 90. należał w jedynkach do światowej czołówki. Na igrzyskach startował trzy razy (IO 92, IO 96, IO 00), dwukrotnie sięgając po medale. Na igrzyskach w Barcelonie zajął dwunaste miejsce. Cztery lata później triumfował, a w 2000 był drugi, przegrywając jedynie z Nowozelandczykiem Robem Waddellem. Trzy razy był srebrnym medalistą mistrzostw świata, w 1994, 1998 i 1999.
Od 1992 mieszka w Stanach Zjednoczonych i posiada obywatelstwo tego kraju.